# Polietilene lineare a bassa densità

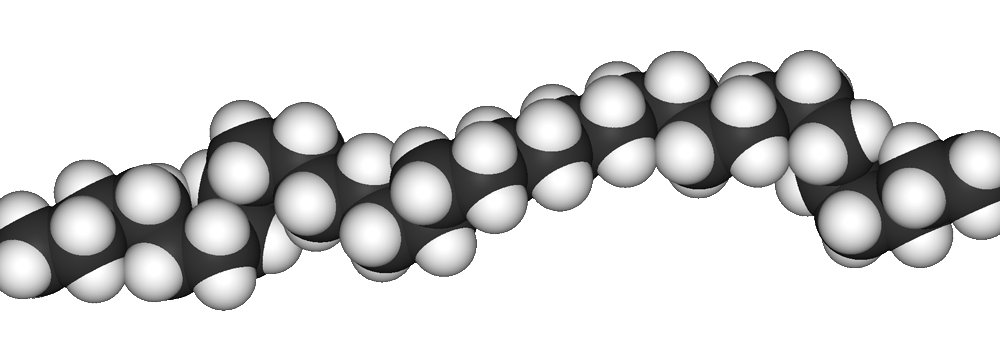
Rappresentazione della struttura del polietilene lineare a bassa densità.

Il polietilene lineare a bassa densità (spesso abbreviato come LLDPE, dall'inglese linear low-density polyethylene) è un polimero a base di polietilene sostanzialmente lineare, con un numero significativo di brevi ramificazioni (short branching). Si ricava comunemente dalla copolimerizzazione dell'etene con alcheni a catena più lunga. I polietileni lineari a bassa densità sono strutturalmente diversi dai comuni polietileni a bassa densità (LDPE, low-density polyethylene), a causa dell'assenza di ramificazioni lunghe (long chain branching). La maggiore linearità dell'LLDPE deriva dai processi di produzione, che sono diversi da quelli dell'LDPE. In generale, l'LLDPE è sintetizzato a temperature e pressioni inferiori attraverso la copolimerizzazione dell'etene e di α-alcheni come il butene, l'esene e l'ottene. Il processo di copolimerizzazione produce un copolimero di LLDPE che ha una distribuzione di pesi molecolari più stretta dell'LDPE convenzionale e differenti proprietà reologiche per la linearità della struttura.

## Produzione e proprietà
La produzione di LLDPE è iniziata da catalizzatori contenenti metalli di transizione, in particolare i catalizzatori di tipo Ziegler o Phillips. Il processo di polimerizzazione effettivo può essere realizzato in reattori sia in soluzione che in fase gas. Solitamente l'ottene è il comonomero usato in soluzione mentre il butene e l'esene sono copolimerizzati con l'etene in un reattore in fase gas. L'LLDPE resiste maggiormente dell'LDPE alla lacerazione, all'impatto e alle puntura. È molto flessibile e si allunga sotto trazione. Può essere usato per realizzare pellicole più sottili, con maggiore resistenza. Ha anche una buona resistenza agli agenti chimici, buone proprietà elettriche. Tuttavia è meno facile da lavorare dell'LDPE, ha una minore lucentezza e trasparenza, e un intervallo più limitato per la saldatura a caldo.

## Processazione
L'LDPE e l'LLDPE hanno proprietà di flusso singolari. L'LLDPE è meno sensibile allo sforzo di taglio a causa della sua più stretta distribuzione di pesi molecolari e delle ramificazioni più corte. Durante un processo come l'estrusione, l'LLDPE rimane più viscoso e quindi più difficile da processare di un LDPE con un valore di melt flow index equivalente. La minore sensibilità dell'LLDPE allo sforzo di taglio permette un rilassamento più veloce delle catene di polimero durante l'estrusione: di conseguenza le proprietà fisiche possono cambiare nella parte che si rigonfia all'uscita dall'ugello. Nell'estensione del fuso, l'LLDPE ha una viscosità più bassa a tutte le velocità di trazione: ciò significa che non è soggetto all'indurimento da trazione come fa l'LDPE quando si allunga. Quando aumenta la velocità di deformazione del polietilene, l'LDPE mostra un drammatico incremento della viscosità a causa dell'accavallarsi delle catene. Non si osserva questo fenomeno con l'LLDPE poiché la mancanza di lunghe ramificazioni laterali permette alle catene di scivolare le une accanto alle altre, durante l'elongazione, senza accavallarsi. Questa caratteristica è importante per le applicazioni delle pellicole poiché quelle di LLDPE si possono facilmente assottigliare mantenendo le caratteristiche di forza e resistenza. Le proprietà reologiche dell'LLDPE sono riassunte dalle espressioni "duro nel taglio" e "soffice nell'estensione".

## Applicazioni
L'LLDPE ha penetrato quasi tutti i mercati tradizionali del polietilene: è usato per sacchi, sia per uso industriale che domestico(in cui permette di ridurre sensibilmente lo spessore rispetto all'LDPE equivalente), film per imballaggio, giocattoli, coperchi, tubi, secchi e contenitori, rivestimenti di cavi, geomembrane, e tubature flessibili.
L'LLDPE prodotto utilizzando catalizzatori a base di metalloceni è indicato come mLLDPE.

## Proprietà fisiche
| Proprietà                              | Valore k        |
| -------------------------------------- | --------------- |
| Densità                                | 0,93 g/cm³      |
| Durezza superficiale                   | SD48            |
| Resistenza alla trazione               | 20 MPa          |
| Modulo di flessione                    | 0,35 GPa        |
| Test Izod con intaglio                 | 1.06+ kJ/m      |
| Dilatazione lineare                    | 20×10−5/°C      |
| Allungamento alla rottura              | >500%           |
| Carico di snervamento                  | 20%             |
| Massima temperatura di lavoro          | 50 °C           |
| Assorbimento d'acqua                   | 0.01%           |
| Index di ossigeno                      | 17%             |
| Infiammabilità UL-94                   | HB              |
| Resistività volumetrica                | log(16) Ω·cm    |
| Forza dielettrica                      | 25 MV/m         |
| Fattore di dissipazione 1 kHz          | 909090          |
| Costante dielettrica 1 kHz             | 2.3             |
| HDT @ 0.45 MPa                         | 45 °C           |
| HDT @ 1.80 MPa                         | 37 °C           |
| Essiccazione del materiale             | NA              |
| Intervallo di temperatura di fusione   | da 120 a 130 °C |
| Restringimento della forma             | 3%              |
| Intervallo di temperatura dello stampo | da 20 a 60 °C   |